# Переслідування язичників в християнській Римській імперії

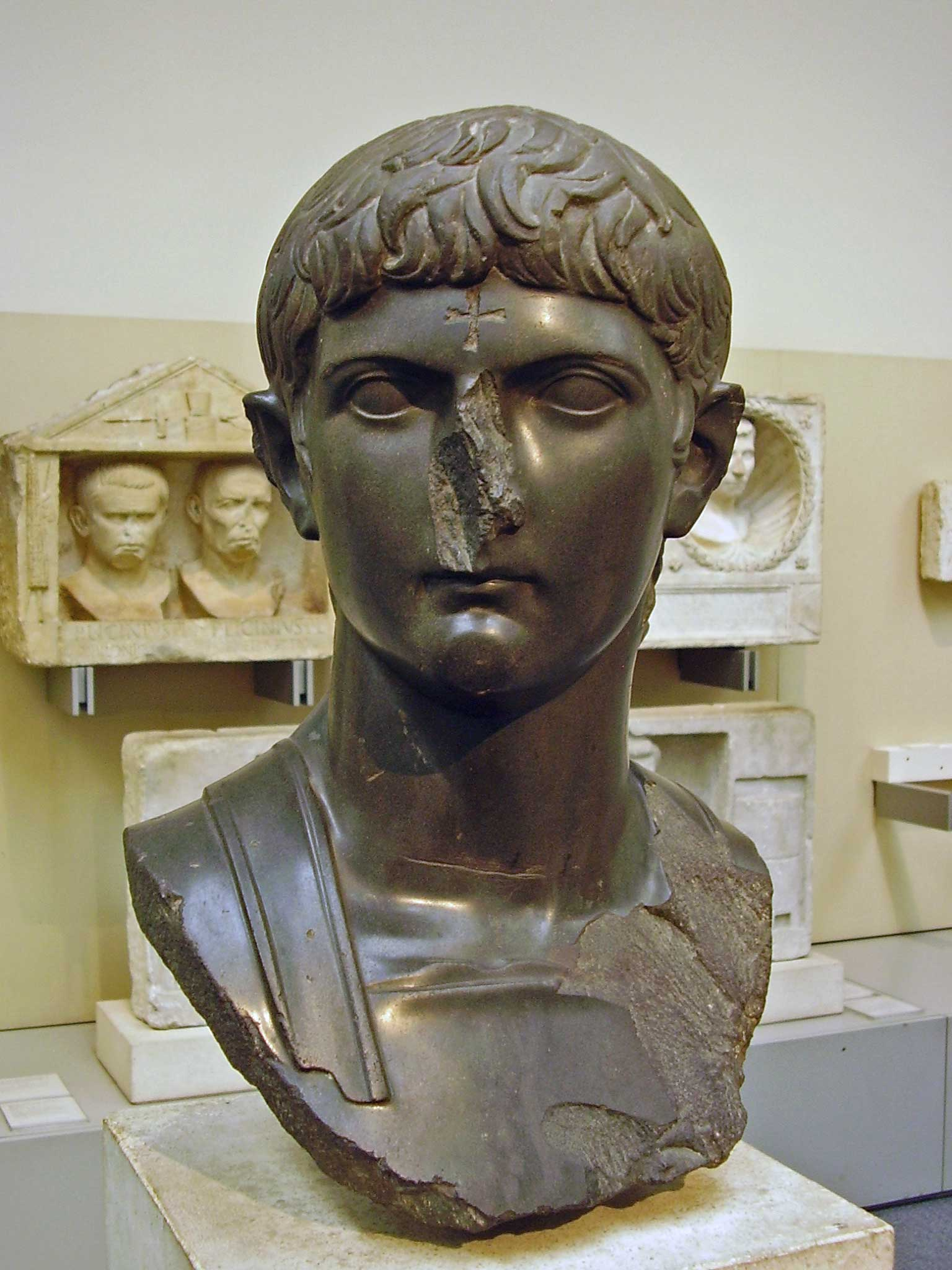
Бюст Германіка. Християнський хрест на лобі мав на меті освятити язичницький артефакт.

Переслідування язичників в християнській Римській імперії ― політика переслідувань у відношенні прихильників традиційних політеїстичних релігій, яка проводилась імператорами Римської імперії після прийняття християнства.
Ідеологічними підставами переслідувань язичників служать заповіді Біблії про знищення «чужоземних ідолів» і переслідуванні «пророків інших богів». Сам термін «язичники» (pagani) з'являється в наказах імператорської канцелярії починаючи з 370 року н. е. Перші антиязичницькі закони в християнській державі ввели сини Константина, зокрема Констант та Констанцій II. Констанцій наказав закрити всі язичницькі храми, заборонив язичницькі жертви під загрозою смерті. Власне він виніс Вівтар Перемоги з Сенату. Під час його правління в середовищі християн почався вандалізм, було зруйновано багато з давніх язичницьких храмів, гробниць і пам'ятників. У 361―375 роках до язичництва ставилися поблажливо, до приходу до влади імператорів Граціана, Валентиніана II і Феодосія I. Під тиском з боку радикальних християн (в тому числі Амвросія Медіоланського) Феодосій в 391 році видав Міланський едикт, в якому будь-які жертвоприношення і всі релігійні обряди в язичницьких храмах були оголошені злочинами проти імператора, за які покладалися грошові штрафи і конфіскація майна. Проте, це аж ніяк не означало кінець язичництва в Римській імперії, і згодом іншим імператорам, в тому числі Юстиніану, доводилося не раз видавати антиязичницькі накази.

## Навертання Константина у християнство і початок переслідувань
Перші випадки переслідувань язичництва в історії Римської імперії відбулися в кінці царювання Константина Великого, з його указу про розграбування і знесення язичницьких храмів і про використання будівних елементів для будування будов в новій столиці ― Константинополі; раніше під час свого правління він заборонив будівництво нових храмів. Константин поставив поза законом домашні жертвопринесення (лат. Sacrificia domestica) і кілька ворожінь: так, він заборонив прийняту практику звернення до гаруспіків з приводу удару блискавки в будинок. Біограф імператора Євсевій розповідає про закриття Константином декілька храмів, в тому числі храмів Афродіти. За словами Євсевія, багато статуй язичницьких богів були виставлені на площах і вулицях Константинополя, щоб люди могли переконатися, що це лише ідоли.